# Acherontas
Acherontas ist eine griechische Band, die als Worship gegründet wurde und über mehrere Jahre als Stutthof (auch fälschlich als Stuthoff wiedergegeben) aktiv war.

## Geschichte
Die Band wurde 1996 oder 1997 unter dem Namen Worship gegründet. 1997 erschien die auf 200 Exemplare limitierte Demo-CD Through the Dark Age We Are Dreaming, deren Titellied 1999 auch auf dem NSBM-Sampler Black Metal Order – Aryan Hellenic Art von Triskelon Records erschien.

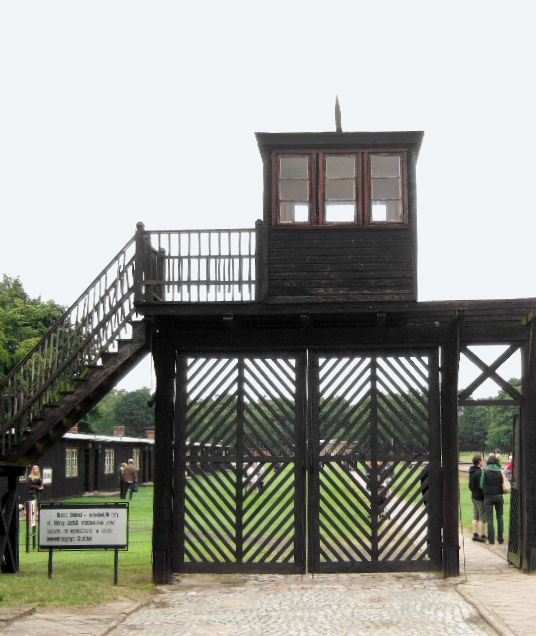
Eingang zum alten Lager des Konzentrationslagers Stutthof

1998 benannte die Band sich in Stutthof um. 2001 erschien die Split-Veröffentlichung Into the White Waters of Hellas mit Gauntlet’s Sword, Stutthofs Seite war mit Hecate’s Embrace betitelt. 2002 wurden acht neue Lieder aufgenommen, 2003 folgten das Debütalbum Towards Thy Astral Path… und die EP An Ode to Thee Ancient Great Goddess. 2005 erschien unveröffentlichtes Material von 1999 auf der Split-Kassette Beyond the Forest of Infernal Devastation mit der französischen Band Nemeton sowie das Album And Cosmos from Ashes to Dust…. Neben einigen Wiederveröffentlichungen folgte eine Split-EP mit Satanic Warmaster. 2007 kamen zwei Split-Veröffentlichungen mit der griechischen Band Legion of Doom heraus. Danach benannte die Band sich in Acherontas um, was von ihr als Neuerfindung bezeichnet wird. 2007 erschien außerdem das erste Album unter neuem Namen, Tat Tvam Asi (Universal Omniscience), bei Zyklon-B Productions. 2008 verließ Porphyrion die Band Kawir und schloss sich Acherontas an, nachdem Kawir das Album Ophiolatreia veröffentlicht hatte.
Es folgten Split-Veröffentlichungen mit Necromantia, Leviathan und Drowning the Light sowie das Album Theosis. Danach unterschrieb die Band bei Agonia Records. 2011 kündigte die Band ihre Zusammenarbeit mit Necroterror auf und kündigte an, fortan nicht mehr mit Plattenfirmen und Personen aus Griechenland zusammenzuarbeiten. Im gleichen Jahr erschienen das Album Vamachara bei Agonia Records, eine gemeinsame Wiederveröffentlichung der ersten beiden Alben mit Bonusmaterial bei Darker Than Black Records und die EP Hermeticism bei W.T.C. Productions, die beide aus dem Absurd-Umfeld stammen. 2012 folgten die Splits Ana Harrani Sa Alaktasa La Tarat mit Crimson Moon, Akrabu und Shibalba und The Ruins of Edom mit Nightbringer, eine Wiederveröffentlichung von Theosis bei Darker Than Black Records und von Stutthof-Aufnahmen. Außerdem unterstützten Cain Letifer, Acherontas und C.Docre von Acherontas beziehungsweise Acrimonious die Band Nightbringer bei deren Tournee, und Acherontas und Nightbringer traten jeweils auf dem Black Metal Is Rising in Paris sowie dem Under the Black Sun Open Air auf.
Für die Sommersonnenwende 2013 wurde die Veröffentlichung des Albums Amenti - Ψαλμοί Αίματος και Αστρικά Οράματα bei W.T.C. Productions angekündigt, bei dem Naas Alcameth von Nightbringer, Henry Möller von Arditi und Puissance, Jhon Longshaw von Black Seas of Infinity und Edgar Kerval von Emme Ya mitwirkten. Da Schlagzeuger Gionata Potenti, Bassist Scorpio (u. a. Melechesh, Crimson Moon, Zemial, Demoncy, Ancient) und Gitarrist Saevus H. (Devathorn) als neue Mitglieder zu Acherontas gekommen waren, war der Aufnahmeprozess für Acherontas V.Priest die schwierigste Periode, die er mit der Band verbracht hatte.

## Musik

Die Rune Elhaz beziehungsweise Algiz als „Lebensrune“.

Das Siegel des Baphomet der Church of Satan.

Das Demomaterial unter dem Namen Worship war am klassischen griechischen Black Metal orientiert, wobei „der Kreischgesang mit ordentlichem Hall unterlegt ist und oft und gern das Keyboard zum Einsatz kommt“.
Stutthof orientierte sich weniger am traditionellen griechischen Black Metal, allerdings sind griechische Elemente gelegentlich zu hören. Towards Thy Astral Path… war noch maßgeblich vom Keyboard geprägt, was auf And Cosmos from Ashes to Dust… nicht mehr zutrifft; dieses beginnt mit dem „operettenhafte[n] Einklang“ An Invocation to Those Who Have Risen, das darauf folgende Wampyric Metamorphosis ist gegenüber dem Debütalbum „detailreicher und kraftvoller ausgefallen, der raue, grelle und flache Klang passé“, die Lieder sind „sehr lang und dadurch auch abwechslungsreicher beschaffen“. Das Lied auf der Split-EP mit Satanic Warmaster, …Ancient Visitors from Ur… And the Holocaust of Renegades, wurde als grimmiger Black Metal mit roher Produktion und starker Atmosphäre, nicht weit von Satanic Warmasters Stil entfernt, beschrieben.
Wie Stutthof orientiert sich auch Acherontas nicht an dem für Bands wie Necromantia und Varathron typischen, warmen, bass-lastigen Stil griechischer Bands, stattdessen ist der Klang eher schwedisch geprägt. Alfa: Genesis am Beginn des ersten Acherontas-Albums Tat Tvam Asi (Universal Omniscience) stammt aus der von Clint Mansell geschriebenen Filmmusik zu The Fountain. Stilistisch steht das Album dem als Stutthof aufgenommenen Material nahe, wenngleich etwas weniger roh. Der Stil der Hermeticism-EP wurde von Robert Müller vom Metal Hammer als „[l]odernder, rasender, sehr okkulter Black Metal, einerseits total traditionell, anderseits gespielt, als gäbe es kein Morgen“ beschrieben. Die EP gilt als von nordischen Bands wie Emperor, Marduk und Mayhem beeinflusst. Das Titellied des Albums Vamachara orientiert sich am Black Metal der 1990er Jahre „mit großen, zügig gespielten Melodien und heftigem Gekeife. Schön sitzende Breaks, durchdachte Leads. Die Herren haben sich Gedanken gemacht beim Komponieren. Sehr originell der Power-Metal-Teil am Ende.“ Im Amenti – The Lamp ov the Desert eröffnenden Riff sieht Alex M. von Stormbringer.at die mutmaßliche „Mutter aller schwedischen Orthodox-Black-Metal-Riffs“. In den „rockigeren Strophen-Teilen“ von The Stele ov the Last Conjuration berufe Acherontas sich „lobenswerterweise auf die stolze griechische Black-Metal-Vergangenheit“, das Zwischenspiel Nebt-Het – Divulgence of Her Sacral Temples erinnere an Necros Christos, danach komme Material, das „wie DEATHSPELL OMEGA in Zeitlupe“ klinge.

## Texte und Ideologie
Der Name Stutthof bezieht sich auf das gleichnamige Konzentrationslager, weshalb die Umbenennung Robert Müller an Treblinka beziehungsweise Tiamat aus Schweden erinnerte. Der in gebrochener Schrift gehaltene Stutthof-Schriftzug auf Into the White Waters of Hellas und Towards Thy Astral Path… enthält die Lebens- und Todesrune, die Liedtitel Opus I: Blut (Blood), Opus II: Boden (Fatherland) und Krieg und Boden spielen außerdem auf die Blut-und-Boden-Ideologie der Nationalsozialisten an. In ihrer Phase als Stutthof soll die Band ihre Werke Varg Vikernes, Hendrik Möbus und der Partei Chrysi Avgi gewidmet haben. Mikko Aspa (u. a. Grunt, Clandestine Blaze, Northern Heritage) erwähnte im Dark-Moon-Fanzine, dass die Band ihm „mädchenhaft parfümierte“ Seife geschickt habe, vermutlich als Anspielung auf den Holocaust; er benutze jedoch, wahrscheinlich im Gegensatz zu diesen Leuten, keine parfümierte Seife, und habe sie daher weggeworfen.
Auf An Ode to Thee Ancient Great Goddess und Beyond the Forest of Infernal Devastation enthält der Schriftzug zusätzlich das Siegel des Baphomet der Church of Satan (CoS). Der Text zu Crossing the 9th Gate to the Kingdom of Shadows vom Album And Cosmos from Ashes to Dust… stammt aus dem Kapitel Infernal Diatribe der vom verstorbenen CoS-Gründer Anton Szandor LaVey geschriebenen Satanischen Bibel. Ihm und dem Temple of Vampires wurde auch das Album gewidmet (letzterem auch die Split-EP mit Necromantia, vom Temple of Vampires stammt auch der Text zu Legacy of Tiamat vom Theosis-Album); als V.Priest jung gewesen sei, sei LaVey eine gute Quelle gewesen, um zu erkennen, dass er erst in sich selbst nach der Gottheit suchen müsse und dann außerhalb. Er interessiere sich jedoch nicht mehr für die CoS; sie sei gut für die ersten Schritte als junge Person, und er stehe auch nicht gegen sie. Er stehe gegen nichts und verneine nichts; sein Geist sei frei, alles zu studieren, und er glaube, er sei erfahren genug, Märchen von ernsthaften Dingen zu unterscheiden. And Cosmos from Ashes to Dust… gilt als „gereift […], was sich auch aus der Thematik ableiten lässt, die auf dem aktuellen Werk ausschließlich von okkulten und satanischen Inhalten handelt“; Acherontas bezeichnet das Album als „Meisterwerk des Okkultismus und satanischer majestätischer Attitüde“. Auf And Cosmos from Ashes to Dust… und den Veröffentlichungen ab 2005 findet sich ein neuer Schriftzug ohne Runen und mit invertiertem Pentagramm. Von dem nach der Umbenennung veröffentlichten Material erschien „nicht alles auf koscheren Labels“. Im Zusammenhang mit dem NSBM äußerte V.Priest, er unterstütze Aktivismus in allen Philosophien, und zitierte Wladimir Iljitsch Lenin, demzufolge Theorie ohne Aktion nichts sei. Stutthof sei eine okkulte Band, aber er habe sich zeitweise für Politik und speziell diese Ausdrucksweise und Dinge wie Runenmagie und Ahnenverehrung lyrisch verarbeitet. Er befasse sich nach wie vor mit Geschichte und Heidentum, interessiere sich aber seit vielen Jahren nicht mehr für Politik; er bekomme zwar mit, was vor sich gebe, kümmere sich aber um sein eigenes Überleben, ohne sich dabei auf Politiker zu verlassen. Was NSBM betreffe, möge er drei oder vier Bands; das Problem sei nicht, welche Philosophie sie haben, sondern ihre Musik. Er selbst sei kein Rassist, sondern glaube an die Herrschaft der Starken über die Schwachen und der Intelligenten über alles. Nach Giorgos „Kaiadas“ Germenis und dessen Engagement bei Chrysi Avgi gefragt, erklärte er, mit diesem sei 1997 befreundet zu sein und dessen Band Naer Mataron besonders wegen ihrer älteren Veröffentlichungen zu mögen. Die Band habe nichts mit seinen politischen Ansichten zu tun. Er respektiere, dass Kaiadas seien Überzeugungen treu sei, und genieße gute Unterhaltungen mit ihm, die nicht politisch seien; darum und nicht um dessen politische Ansichten gehe es. Acherontas betont, keine NS-Band zu sein.
Laut V.Priest ist die Philosophie bei jeder Phase der Band seit 1996 dieselbe gewesen, er habe sich seit den frühen Tagen Stutthofs auf den Begriff des drakonischen Pfads bezogen. Acherontas ist laut eigener Darstellung ein ritueller Coven, der den alten sumerischen Mysterien des Blutes gewidmet sei. Diese alten Quellen würden durch viele Traditionen transportiert und nähmen als astraler Vampirismus, Hermetik, Kabbala, Traumarbeit und luziferische Exaltation Form an. Wahre Hexerei sei keine Kunst, sondern eine Wissenschaft. Vamachara bezieht sich auf die altertümliche Verehrung des weiblichen Archetypus durch den Vama-Kult.

## Diskografie
als Worship
- 1997: Through the Dark Age We Are Dreaming (Demo-CD-R, 2006 zusammen mit And Cosmos from Ashes to Dust… wiederveröffentlicht)

als Stutthof
- 2001: Into the White Waters of Hellas (Split-CD/-MC mit Gauntlet’s Sword)
- 2002: Towards Thy Astral Path… (CD)
- 2003: An Ode to Thee Ancient Great Goddess (7”-EP)
- 2004: Beyond the Forest of Infernal Devastation (Split-MC mit Nemeton)
- 2005: And Cosmos from Ashes to Dust… (CD)
- 2005: Devotion to Black Arts (1997–2005) (Kompilation)
- 2006: Satanic Warmaster / Stutthof (Split-7”/-Box-Set/-Picture Disc mit Satanic Warmaster)
- 2007: Brotherhood of Drakkonian Royal Blood (Split mit Legion of Doom)
- 2007: Crossing the Bloodlines of Left Hand Path (Split mit Legion of Doom)
- 2009: For the Glory of the Knights of the Temple (7”-Gatefold-EP)

als Acherontas
- 2007: Tat Tvam Asi (Universal Omniscience) (Digipak/LP)
- 2008: …for the Temple of the Serpent Skull… (Split-Gatefold-LP/-Picture-LP/-Digipak/-A5-Leder-Digipak/-Box-Set mit Necromantia)
- 2009: Sic Luceat Lux (Split-LP/-Digipak/-A5-CD mit Leviathan)
- 2010: Acherontas / Drowning the Light (Split mit Drowning the Light)
- 2010: Theosis
- 2010: Hermeticism (EP)
- 2011: 15 Years Anniversary of Left Hand Path Esoterica (Kompilation)
- 2011: Vamachara
- 2012: Ana Harrani Sa Alaktasa La Tarat (Split mit Crimson Moon, Akrabu und Shibalba)
- 2012: The Ruins of Edom (Split mit Nightbringer)
- 2013: Amenti - Ψαλμοί Αίματος και Αστρικά Οράματα
- 2014: Pylons of the Adversary (Split-Album mit Arditi, Puissance und Shibalba; W.T.C. Productions)
- 2015: Ma-Ion (Formulas of Reptilian Unification)
- 2017: Amarta अमर्त (Formulas of Reptilian Unification Part II)
- 2018: Faustian Ethos
- 2019: Faustian Rites Over Brazil (Live-Album)
- 2019: Deutschland Ritual (Live-Album)
- 2020: Psychic Death – „The Shattering Of Perceptions“